# Geschichtsunterricht
Geschichtsunterricht, kurz Geschichte, bezeichnet jede Form institutionalisierter Unterweisung in Geschichte, besonders als Unterrichtsfach in der Schule.
In österreichischen Schulen heißt das Fach Geschichte und Politische Bildung.

## Organisation und Lehrerausbildung
Geschichtsunterricht ist wie in den meisten Staaten im deutschsprachigen Raum ein eigenständiges Schulfach.
Es gibt auch andere Organisationsformen: So kann der Geschichtsunterricht in ein sozialwissenschaftliches Lernfeld zusammen mit Erdkunde (und Sozialkunde) in einer Lehrerhand integriert werden (z. B. als so genannte Weltkunde, Gemeinschaftskunde oder Gesellschaftslehre). Das ist häufig an deutschen Haupt- und Gesamtschulen der Fall, wurde teilweise aber auch für alle Schularten angestrebt, bspw. in Hessen in den 1970er Jahren. Die Lehrer unterrichten in solchen Fällen unter Umständen auch ohne Fachstudium.
Ferner kann es Geschichtsunterricht in freieren Formen als Arbeitsgemeinschaft im Nachmittagsunterricht, im Projektunterricht, im Rahmen von Schülerwettbewerben (z. B. der Körber-Stiftung) oder für Prüfungen als Besondere Lernleistung geben. In diesen Fällen wird die Lehrerrolle am stärksten reduziert auf reine Lernbegleitung.
In der Bundesrepublik Deutschland, Österreich, der Schweiz sowie in Italien und den Niederlanden ist der Geschichtsunterricht Hauptgegenstand der wissenschaftlichen Disziplin der Geschichtsdidaktik. In anderen Ländern gibt es lediglich eine pragmatische Geschichtsmethodik. Die verbreitete Vorstellung, dass es die Hauptaufgabe des Geschichtsunterrichtes sei, die jeweils aktuellen Ergebnisse der Geschichtswissenschaft den Schülern einfach zu vermitteln („Abbilddidaktik“), ist aus geschichtstheoretischen wie pädagogischen Gründen nicht haltbar. Trotzdem bleibt die Geschichtswissenschaft als Fachdisziplin eine wesentliche Orientierungsinstanz für Geschichtsdidaktik und Geschichtsunterricht.

## Geschichtsbewusstsein als Ziel
In demokratischen Staaten mit einer pluralistischen Bildungsdiskussion ist ein langfristiger, wenn auch politisch umstrittener Trend erkennbar, von der Vermittlung eines auferlegten Geschichtsbildes fortzukommen und die Kompetenz der Lernenden zum eigenständigen und kritischen historischen Denken zu fördern. In den deutschsprachigen Ländern hat dazu stark beigetragen, das „Geschichtsbewusstsein“ zur zentralen Kategorie der Geschichtsdidaktik zu erheben. Gegenwärtig verstärkt die nach PISA bildungspolitisch forcierte Ausrichtung der Lehrpläne auf Kompetenzen diese Tendenz, obwohl die Steuerung mit einheitlichen Unterrichtszielen durch Bildungsstandards teilweise gegenteilig wirkt, wenn die Kompetenzen auf Faktenkenntnisse reduziert werden. Es gibt in Deutschland bisher keine nationalen Bildungsstandards.
Das Leitziel des Geschichtsunterrichts, das Geschichtsbewusstsein der Lernenden zu fördern, soll sie in die Lage versetzen, auch nach Ende der Schulzeit ohne Anleitung selbstständig historisch zu denken, eine eigene Identität zu entwickeln und zu reflektieren sowie zumindest tendenziell gleichberechtigt an der gesellschaftlichen Diskussion und Auseinandersetzung über Geschichte teilzunehmen.
Daneben bestehen viele weitere übergeordnete Ziele des Geschichtsunterrichts. Dazu zählen die Demokratieerziehung und die Menschenrechtserziehung. Die kritische Geschichtsdidaktik der 1970er und 1980er Jahre (bspw.: Annette Kuhn) setzte die individuelle Emanzipation und gesellschaftliche Kritikfähigkeit als vorrangige Ziele an, doch wurde die einseitig kognitive Ausrichtung dieses Konzeptes durch Aufzeigen weiterer Dimensionen des Geschichtsbewusstseins korrigiert: Emotionale und ästhetisch-triebhafte Interessen sowie geschichtskulturelle Faktoren beeinflussen den individuellen Umgang mit Geschichte weitaus stärker. Die meisten Erwachsenen haben z. B. zu Mittelalterfilmen wie Braveheart kein kritisches Verhältnis, sondern genießen sie unreflektiert als Unterhaltung.

## Prinzipien
Für modernen Geschichtsunterricht gelten mehrere Prinzipien für die Gegenstands-, Methoden- und Medienwahl wie auch die Unterrichtsplanung. Teilweise sind sie (wenn auch oft sehr generell) in den Lehrplänen niedergelegt, zum Teil haben sie nur den Status von didaktischen Forderungen:
- Arbeits- bzw. Denkfachorientierung (Arbeitsunterricht wider rein reproduktives Lernen),
- Orientierung am Ziel der Entwicklung und Förderung von Geschichtsbewusstsein,
- Problemorientierung,
- Multiperspektivität, d. h.: Berücksichtigung mehrerer historischer Perspektiven auf den jeweils behandelten Gegenstand, sowohl auf der Ebene der historischen Wahrnehmung (Quellen) [„Multiperspektivität im engeren Sinne“], als auch bei Deutungen (Darstellungen, Literatur) [„Kontroversität“] sowie der möglichen Schlussfolgerungen [„Pluralität“],
- Fremdverstehen: Perspektivenübernahme, Empathie bzw. auch Interkulturelle Erziehung,
- Gegenwartsbezug bzw. Politische Bildung sowie
- Wissenschaftsorientierung.

Der Geschichtsunterricht in Deutschland ordnet die zu behandelnden Stoffe in der Sekundarstufe I überwiegend chronologisch oder grobchronologisch an. In der Sekundarstufe II wird teilweise anders nach Sachthemen vorgegangen. Das chronologische Prinzip ist zwar etabliert, doch zunehmend problematisch und wird auch für die unteren Klassen kritisiert, da es weder in hinreichendem Maße die Erkenntnisse der Geschichtstheorie noch die Fragestellungen und Erkenntnisse der Entwicklungspsychologie berücksichtigt. Die althistorischen Probleme sind nicht einfacher als die modernen. Andere Organisationsformen, die zunehmend Eingang in Lehrpläne finden, sind die Orientierung an jeweils gegenwärtig relevanten Problemkomplexen bzw. die Anordnung der Themen in Längsschnitten. Allerdings führen auch diese zu großen Verständnisproblemen der Schüler.

## Staatsnähe und Politische Bildung
Geschichtsunterricht als Schulfach ist eine staatliche Veranstaltung. Er steht in der Verantwortung des Staates und unterliegt staatlich gesetzten Lehrplänen oder offeneren Rahmenplänen. Häufig wird trotz regelmäßig durchgeführter „Entrümpelung“ die Überfüllung dieser Pläne kritisiert, die teilweise eher die Wünsche geschichtsbewusster Erwachsener als die realistischen Lernmöglichkeiten Heranwachsender widerspiegeln. Außerdem ist Geschichtsunterricht immer in der Gefahr, einer geschichtspolitischen Indoktrination oder Instrumentalisierung zu dienen. Andererseits gibt es legitime Gründe für eine Kultur bzw. Gesellschaft, Geschichtsunterricht und Politische Bildung zu institutionalisieren, da viele gesellschaftliche Institutionen den Nachwachsenden nur historisch plausibel zu machen sind. Ein gutes Beispiel sind die Verfassungsregeln des bundesdeutschen Grundgesetzes, die vielfach nur aus der Kenntnis der deutschen Geschichte im 20. Jahrhundert verständlich und anerkannt werden.
Geschichtsunterricht als die wohl zentrale Instanz intendierter und institutionalisierter Beeinflussung von Geschichtsbild und Geschichtsbewusstsein ist immer politisch umstritten. Gerade wegen der Möglichkeit zur Indoktrination steht er zu Recht im besonderen Blickfeld der öffentlichen politischen Auseinandersetzung (z. B. zurzeit wegen fehlender Behandlung der DDR-Geschichte) – sowohl national wie international (in Frankreich bspw. aktuell wegen der Kolonialgeschichte). Auch für den Geschichtsunterricht sind die in der Politikdidaktik bzw. Politischen Bildung entwickelten Prinzipien des Beutelsbacher Konsenses modifiziert als gültig anzusehen.

## Geschichte des Geschichtsunterrichts
Geschichte wurde bis weit in die Frühe Neuzeit weder an Schulen noch an Universitäten als selbstständiges Fach, sondern als Erläuterung der lateinischen und griechischen Lektüre von antiken Historikern gelehrt. Erst im 18. Jahrhundert wurden in gelehrten Schulen eigene Unterrichtsstunden eingerichtet sowie Lehrbücher verfasst. Frühe Beispiele waren der Torsellini im 16. und der Petavius im 17. Jahrhundert, sehr erfolgreich im 18. Jahrhundert wurde Christoph Cellarius mit der historia universalis, durch die eine Epocheneinteilung der Geschichte in Altertum – Mittelalter – Neuzeit gängig geworden ist. Für die Aufklärer wurde Geschichtsunterricht als säkulare Weltkunde zunehmend wichtiger als ein christliches oder konfessionelles Geschichtsbild, das die Historie zwischen Sündenfall und Erlösung deutete.
Im 19. und 20. Jahrhundert hat es verschiedene Interessen und Begründungen für die Einschränkung, Ausweitung oder spezifische Ausrichtung von Geschichtsunterricht und das Vermitteln bestimmter Inhalte bzw. Überzeugungen gegeben. Dies reichte von monarchistisch-dynastischer Loyalität im 19. Jahrhundert bis zum sozialistischen Klassenkampfdenken in der DDR.
Im Gymnasium des 19. Jahrhunderts standen thematisch Hellas und Rom, das Mittelalter, die Reformation, die preußisch-deutsche Geschichte seit dem Dreißigjährigen Krieg im Vordergrund, methodisch dominierten der Lehrervortrag und Lehrbuchlektüre. In der Volksschule herrschte die anschauliche Lehrererzählung über heimatliche und preußisch-deutsche Geschichte vor, die auf Gemüt und Gefühl zielte. Staatliche Lehrpläne und Schulbuchzulassung boten der administrativen Kontrolle die Werkzeuge der Beeinflussung des Unterrichts.
In der Weimarer Republik verstärkte sich die Diskussion um die Bedeutung des Geschichtsunterricht zur Demokratieerziehung und zur staatsbürgerlichen Erziehung. Die Praxis blieb weitgehend einer deutschnationalen Ideologie verpflichtet, die vor allem eine deutsche Kriegsschuld am Ersten Weltkrieg leugnete. In der Erziehung im Nationalsozialismus gingen viele wissenschaftliche Barrieren, an denen konservative Lehrer noch festhielten, gegen rassenideologische Propaganda verloren. Der Versuch einer zentralen Lenkung blieb allerdings im Weltkrieg ab 1939 wegen organisatorischer Überforderung stecken.
Der Geschichtsunterricht ab 1945 in der SBZ und der DDR wurde auf das marxistisch-leninistische Geschichtsbild ausgerichtet. Dazu gehörten vor allem die Erklärung des Faschismus, die Rolle der Kapitalisten im bürgerlichen Staat und die Klassengesellschaft. Letztlich ging es um eine propagandistische Legitimation der DDR als angeblich besserer deutscher Staat.
Im westdeutschen Geschichtsunterricht wurden die Themen Versagen der Weimarer Republik und Nationalsozialismus zunächst jahrelang ausgeklammert oder ohne kritische Perspektive behandelt. Viele Schüler haben in der Schule nichts darüber erfahren. Erst seit den 1960er Jahren wurde dies stärker eingefordert und durchgesetzt. Seit ca. 1970 gab es eine kritische Geschichtsdidaktik, die den Unterricht über die Lehrerausbildung mehr oder minder erfolgreich beeinflusste.
In der Bundesrepublik Deutschland gehören heute die Auseinandersetzung mit Diktaturen und die Geschichte von Demokratie und Menschenrechten zu den zentralen Aufgaben. In verschiedenen Ländern unterscheiden sich die Ziele und Stoffe sowie Methoden von Geschichtsunterricht deutlich. Das Georg-Eckert-Institut für internationale Schulbuchforschung in Braunschweig erforscht diesen Aspekt intensiv.

## Medien
Das Hauptmedium des Geschichtsunterrichts ist weiterhin das Geschichtsschulbuch. Dieses Medium hat im Laufe seiner Entwicklung jedoch deutliche Wandlungen durchgemacht. Heute wird es weniger als Lehrbuch denn als Arbeitsbuch genutzt. Als weitere Medien kommen insbesondere weitere Texte (besonders Zeitungsartikel), audiovisuelle Medien (Film, Video, Fernsehen, Tonaufnahmen (siehe visuelle Medien im Geschichtsunterricht)), Augen- und Zeitzeugeninterviews, im Rahmen der technischen Entwicklung auch immer stärker computergestützte Medien wie CD-ROM und Internet hinzu.
Medial aufbereitete Rückblicke in geschichtliche Abläufe werden gelegentlich als „Zeitreisen“ beworben, so etwa 
- Zeitreise Schwebebahn bezeichnet fünf Teilrouten eines Stadtrundganges in Wuppertal, der zu Gebäuden einzelner Epochen des Industriezeitalters führt
- MDR Zeitreise ist eine Fernsehsendung des MDR, die zeitgeschichtliche Themen über persönliche Erlebnisse dokumentiert
- TimeRide - Zeitreise in die Vergangenheit sind touristische Attraktionen in Köln, Dresden, Berlin, München und Frankfurt am Main an, bei denen mittels Virtual-Reality-Technik die Vergangenheit nachempfunden werden kann
- Zeitreise (Geodaten) nennt man in der Geoinformatik die Darstellung einer Zeitreihe von bestimmten Geodaten, welche eine bestimmte Thematik der Realwelt zu unterschiedlichen Zeitpunkten abbilden
- DDR-Museum Zeitreise war eine private Dauerausstellung in der sächsischen Stadt Radebeul zum Leben in der DDR
- DKB-Zeitreise war ein Verkehrsmuseum in Heimbach (Eifel)
- Eggenburger Zeitreise ist eine Reenactment-Großveranstaltung in Eggenburg (Österreich), die jedes zweite Wochenende im September stattfindet

## Zeitschriften
- Geschichte in Wissenschaft und Unterricht (GWU), Friedrich, Seelze.
- Geschichte für heute. Zeitschrift für historisch-politische Bildung. Bundeszeitschrift des Verbands der Geschichtslehrer Deutschlands (VGD) seit 2008, Wochenschau-Verlag, Schwalbach/Ts., ISBN 978-3-89974-586-3.
- Praxis Geschichte, Westermann, Braunschweig.
- Zeitschrift für Geschichtsdidaktik (ZfGD), Vandenhoeck & Ruprecht

### Rechtsgrundlagen
- EPA Geschichte (PDF-Datei; 653 kB)
- Deutscher Bildungsserver: Lehrpläne in der Bundesrepublik Deutschland

### Serviceleister
- Historicum.net Literaturempfehlungen
- Fachservice Geschichte bei Lehrer Online
- Virtuelle Fachbibliothek Geschichte
- Geschichtslehrerforum

### Computereinsatz
- Internet und digitale Medien im Geschichtsunterricht
- Geschichte und neue Medien
- Planet-Schule.de: Historische Lernsoftware
- Die Stadt im späten Mittelalter - Onlineversion der Lernsoftware
- Zentrale für Unterrichtsmedien im Internet e. V.: Ein Projekt zum Thema „Die Stadt im Mittelalter“ (SWR), zum Download
- Medien im Geschichtsunterricht
- segu - selbstgesteuert-entwickelnder Geschichtsunterricht. Internet-basiertes Lernkonzept offener Planarbeit für das Fach Geschichte
- Sammlung von Materialien zum Einsatz von Internet und multimedialen Produkten im Geschichtsunterricht Lernen aus der Geschichte

## Einzelbelege
1. ↑  z. B. an der Sekundarstufe I in Schleswig-Holstein
2. ↑  Bernd Schönemann, Holger Thünemann: Schulbucharbeit. Das Geschichtslehrbuch in der Unterrichtspraxis. Wochenschau Verlag, Schwalbach im Taunus 2010, ISBN 978-3-89974-592-4, S. 14.